# Marc Di Napoli
Marc Di Napoli (Parigi, 28 maggio 1953) è un attore cinematografico e pittore francese.

## Biografia

### La notorietà come attore
In Italia è diventato famoso negli anni settanta per aver interpretato "Cow-boy", un protagonista della serie televisiva Il tesoro del castello senza nome, (in francese: Les Galapiats); una produzione franco - belga - svizzera, che ebbe un enorme successo tra i giovani di quegli anni.
La serie, in 8 puntate, fu trasmessa su RaiUno la prima volta nel 1972 (b/n), su RaiDue tra dicembre 1976 e febbraio 1977 (b/n), e su Italia 1 nel 1980 (col.)

### L'attualità come pittore
Marc oggi è anche un celebre pittore a Concarneau, in Bretagna, dove ha fatto un'esposizione ed ha realizzato i quadri di Coiffes et costumes de Bretagne n° 1 et 2.

## Filmografia

### Cinema
- Ucciderò un uomo (Que la bête meure), regia di Claude Chabrol (1969)

### Televisione
- Le avventure di Tom Sawyer, regia di Wolfgang Liebeneiner (1968)
- Mauregard, regia di Claude de Givray (1969)
- Il tesoro del castello senza nome (Les Galapiats), regia di Pierre Gaspard-Huit (1969)
- Les Gens de Mogador, regia di Robert Mazoyer (1972)
- Deux ans de vacances, regia di Gilles Grangier (1974)